# Rational Rose
Rational Rose ist ein UML-Werkzeug zur Beschreibung von Softwaresystemen. Mit Hilfe von Rational Rose lassen sich sowohl Programmrümpfe aus UML-Beschreibungen als auch UML-Diagramme aus Quellcode generieren.
Ursprünglich wurde Rational Rose vom Unternehmen Rational Software und somit u. a. von den Entwicklern der UML (Grady Booch, James Rumbaugh und Ivar Jacobson) entwickelt. Im Jahr 2002 ging Rational Software in den Besitz von IBM über.

## Geschichte
Die erste Version von Rational Rose erschien 1984. Version 1.0 wurde 1992 auf der OOPSLA vorgestellt, aber wegen Performanceproblemen vom Markt genommen.
Rational Rose 2.0 kombinierte dann den Object System Designer, einen Windows-basierten Editor für die Booch-Notation, mit einer neuen Darstellung und neuen Möglichkeiten zur Semantikanalyse, Codegenerierung und Reverse Engineering. Dies erlaubte es, bestehenden Code zu analysieren, um navigierbare Klassendiagramme zu erstellen. Rose 2.0 lief auf Windows-PCs und verschiedenen anderen Unix-Systemen. Bereits 1995 hatte Rational Rose mehr als 10.000 Nutzer.